# José de Ayala y Vergara
José de Ayala y Vergara (25 de enero de 1761 – 13 de agosto de 1816) fue un neogranadino, mártir de la independencia de Colombia.
Fue abogado y alcalde de Bogotá, también un militar, teniente coronel y comandante de distintos batallones insurgentes patriotas que lucharon contra el dominio español en el virreinato de la Nueva Granada. 

## Biografía
Estudió literatura en el colegio máximo de los jesuitas en Bogotá, más adelante escogió ser militar llegando a ser capitán de las milicias en el batallón de infantería de guardias nacionales. Lo primero que se sabe es que hizo parte de la compañía de corazas de Santafé de 1781 con motivo de la insurrección de los comuneros, luego se sabe que participó el 7 y 20 de diciembre de 1789 en las celebraciones de jura del rey Carlos IV en la plaza mayor de Bogotá, para ese momento era un simple joven fiel a la corona española, comandante de cuadrilla, proveniente de una familia aristocrática y noble con lazos muy fuertes a España. Era descendiente de secretarios del Real Archivo de Simancas, título otorgado por el rey Felipe II y que fue llevado por varias generaciones de su familia hasta su padre Francisco de Ayala y Tamayo. 
Dos años más tarde, en 1791 figura entre los más cercanos a Antonio Nariño, concurría a las tertulias revolucionarias. Ayala y Vergara era un querido amigo de la infancia de Antonio Nariño, en 1791 organizaron los clubes revolucionarios juntos para encender la chispa de la independencia de la Nueva Granada. En 1794, Nariño consiguió una copia de la 'Declaración de los Derechos del Hombre', que estaba siendo distribuida por la Asamblea francesa. Tradujo la Declaración de los Derechos del Hombre de su original francés al español e imprimió varias copias de su propia imprenta privada. Luego hizo circular estos panfletos traducidos entre sus amigos donde José estuvo involucrado, la Audiencia y los fiscales del consejo de Indias lo acusaron de conspiración contra el rey Fernando VII, debido a su linaje noble y pruebas existentes fue exonerado como conspirador principal pero condenado a prisión en la península. Por ello estuvo preso durante tres años en el Castillo de San Felipe de Cartagena de Indias y en octubre de 1795 fue enviado a España. Fue acusado de conspiración y sedición contra el rey. Estuvo encarcelado junto a revolucionarios como Sinforoso Mutis, Francisco Antonio Zea, Louis de Rieux, Pedro Pradilla y Antonio Ricaurte.
Durante el 20 de julio de 1810 José fue designado por la Corte Suprema como Jefe de Artillería, luego nombrado jefe del parque militar, capitán de milicias comandadas por Antonio Baraya y Joaquín Ricaurte. Capitán de granaderos del batallón de infantería de guardias nacionales.
En años posteriores, José se distanció de Antonio Nariño y terminó en bandos opuestos, ambos se convirtieron en principales opositores, irónicamente su hermano Luis siguió a Nariño.
En marzo de 1812 sale comandando una expedición hacía Cucutá junto a Antonio Baraya con el fin de defenderla del ejército realista, los jefes de la expedición firmaron un acuerdo en forma de acta. El 25 de mayo Ayala y Vergara firmó el acto de Sogamoso junto a otras doce personas; Obedeciendo al gobierno de Tunja y desconociendo al Gobierno de Cundinamarca. Años más tarde sería juzgado y condenado a muerte por poner su firma en aquel documento, Morillo mandó a fusilar a varios firmantes entre ellos Antonio Baraya, Francisco José de Caldas, Antonio José Vélez, José Agustín Rosas, Manuel Ricaurte y José de Ayala.
El 9 de enero sufrieron una derrota en Santafé y hechos prisioneros donde se convirtió en patriota insurgente al ser capturado junto a Francisco de Paula Santander, en este incidente José perdió un par de dedos y Santander herido. El 13 de enero de 1813 se encuentra en combate en las calles de Santafé contra los realistas bajo las órdenes de Baraya. Luchó en diferentes batallas según el Diccionario de Próceres como la Batalla de Palacé y la Batalla de Charirí con el fin de liberar a Colombia del dominio español y obtener la independencia.
Después de aquellas batallas, en 1816, siendo teniente coronel se refugió en los Llanos a órdenes del general Manuel Serviez, mientras intentaba escapar, el ejército español lo capturó y fue condenado a muerte, no es claro en qué momento fue capturado, pero historiadores dicen que posiblemente fue en el combate de Chipaque donde fueron capturados 200 patriotas y hechos prisioneros; fue asesinado en San Victorino, Bogotá en 1816 por orden de Pablo Morillo mientras se libraba la reconquista y la primera guerra civil del país (Hoy Colombia).
Pablo Morillo escribió sobre esto al Ministerio de Guerra de España y al rey:

El 13 de agosto. José Ayala. Fue Teniente Coronel y Comandante de un Batallón Insurgentes: obstinado revolucionario y enemigo del rey. Este mismo individuo estuvo inculpado en la revolución del 94, y ha seguido siempre el propio sistema hasta los últimos momentos. Pasado por las armas, por la espada, en esta capital y confiscados sus bienes''

## Familia
Nacido en una familia aristocrática del español Antonio de Ayala y Tamayo y la noble criolla Josefa de Vergara Azcárate, su hermano fue el presidente Luis de Ayala y Vergara. Era primo y tío de distintos presidentes de Colombia.